# Swahili
För andra betydelser, se Swahili (olika betydelser).

Swahilis utbredningsområde

Swahili (kiswahili) är ett bantuspråk som talas i östra och centrala Afrika. Det är officiellt språk i Kenya, Tanzania och Uganda, används som lingua franca i flera länder i östra och centrala Afrika, och som officiellt språk i Afrikanska unionen. Ungefär 100 miljoner talar swahili, men bara en liten del av dessa har språket som modersmål.
Swahili har sitt ursprung på Kenyas och Tanzanias östkust och på Zanzibar. Swahili har tidigare skrivits med det arabiska alfabetet, men numera används det latinska alfabetet. En stor mängd arabiska lånord blev en del av språket under 1700- och 1800-talet på grund av den av omanier dominerade handeln och av stora arabiska influenser på samhället i stort.

## Ljudsystem

### Vokaler
Swahili har fem vokalfonem: /ɑ/, /ɛ/, /i/, /o/, och /u/. 

#### Halvvokaler
Standardswahili har också två halvvokaler, y (/j/) och w (/w/).

### Konsonanter
I konsonantsystemet finns ett antal prenasaliserade konsonanter.
|                                  | Bilabial | Labio- dental | Dental   | Alveolar | Post- alveolar | Palatal | Velar    | Glottal |
| Nasal klusil                     | m [m]    |               |          | n [n]    |                | ny [ɲ]  | ng’ [ŋ]  |         |
| Prenasaliserad klusil            | mb [mb]  |               |          | nd [nd]  |                | nj [ɲɟ] | ng [ŋɡ]  |         |
| Implosivor                       | b [ɓ]    |               |          | d [ɗ]    |                | j [ʄ]   | g [ɠ]    |         |
| Tenuisklusil eller affrikata     | p [p]    |               |          | t [t]    | ch [tʃ]        |         | k [k]    |         |
| Aspirerad klusil eller affrikata | p [pʰ]   |               |          | t [tʰ]   | ch [tʃʰ]       |         | k [kʰ]   |         |
| Prenasaliserad frikativa         |          | mv [ɱv]       |          | nz [nz]  |                |         |          |         |
| Tonande frikativa                |          | v [v]         | (dh [ð]) | z [z]    |                |         | (gh [ɣ]) |         |
| Tonlös frikativa                 |          | f [f]         | (th [θ]) | s [s]    | sh [ʃ]         |         | (kh [x]) | h [h]   |
| Tremulant                        |          |               |          | r [r]    |                |         |          |         |
| Lateral approximant              |          |               |          | l [l]    |                |         |          |         |
| Approximant                      |          |               |          |          |                | y [j]   | w [w]    |         |

Noter:
- De nasala klusilerna uttalas som separata stavelser när de förekommer framför en klusil (mtoto [m.to.to] "barn", nilimpiga [ni.li.m.pi.ɠa] "jag slog honom"), och prenasaliserade klusiler sönderfaller i två stavelser när ordet i annat fall skulle ha en (mbwa [m.bwa] "hund"). I andra fall händer detta dock inte: ndizi "banan" har två stavelser, [ndi.zi], liksom nenda [ne.nda] (inte *[nen.da]) "gå".
- Frikativorna inom parenteser, th dh kh gh, är lånade från arabiska. Många swahilitalare uttalar dem som [s z h r].
- Swahilis ortografi skiljer inte aspirerade från oaspirerade konsonanter. När substantiv i N-klassen börjar på klusiler är dessa aspirerade (tembo [tembo] "palmvin", men tembo [tʰembo] "elefant") i vissa dialekter. I övrigt är aspirerade konsonanter ovanliga.
- Swahilis l och r sammanblandas av många talare och uttalas ofta båda som /ɺ/

## Grammatik

### Substantivklasser
Liksom i andra bantuspråk är substantiven i swahili indelade i klasser, i swahilis fall 14: sex klasser singular och plural, en klass för verbala infinitiver som används som substantiv, och det enda substantivet mahali "plats".
Ord som börjar på m- i singular och wa- i plural syftar på animata substantiv, särskilt människor. Exempel är mtu, "person" (plural watu), och mdudu, "insekt" (plural wadudu). En klass med m- i singular men mi- i plural syftar ofta på växter, såsom mti "träd", miti träd (plural). Infinitiv av verb börjar på ku-, till exempel kusoma 'att läsa'. Andra klasser är svårare att kategorisera. Ord som i singular börjar på ki- får i plural vi-. De syftar ofta på handverktyg och andra artefakter. Denna alternering ki-/vi- tillämpas ofta på lånord där ki- ursprungligen var en del av roten, som vitabu "böcker" från kitabu "bok" (från arabiska kitāb "bok"). Denna klass innehåller även namn på språk (som språkets namn Kiswahili), och diminutiver, som anses ha varit en separat klass i äldre stadier av bantuspråk. Ord som börjar på u- är ofta abstrakta och saknar plural, till exempel utoto "barndom".
En femte klass börjar med n- eller m- eller ingenting, och är likadan i plural. En annan klass har ji- eller inget prefix i singular, och ma- i plural. Denna klass används ofta för augmentativer. När substantivet självt inte visar tydligt vilken klass det tillhör gör dess komplement det. Adjektiv och räkneord får vanligen substantivprefixen, och verb tar en annan uppsättning prefix.
| singular        | singular        | singular        |  | plural             | plural             | plural             |
|                 |                 |                 |  |                    |                    |                    |
| mtoto           | mmoja           | anasoma         |  | watoto             | wawili             | wanasoma           |
| barn            | ett             | läser           |  | barn               | två                | läser              |
| Ett barn läser  | Ett barn läser  | Ett barn läser  |  | Två barn läser     | Två barn läser     | Två barn läser     |
|                 |                 |                 |  |                    |                    |                    |
| kitabu          | kimoja          | kinatosha       |  | vitabu             | viwili             | vinatosha          |
| bok             | en              | räcker          |  | böcker             | två                | räcker             |
| En bok räcker   | En bok räcker   | En bok räcker   |  | Två böcker räcker  | Två böcker räcker  | Två böcker räcker  |
|                 |                 |                 |  |                    |                    |                    |
| ndizi           | moja            | inatosha        |  | ndizi              | mbili              | zinatosha          |
| banan           | en              | räcker          |  | bananer            | två                | räcker             |
| En banan räcker | En banan räcker | En banan räcker |  | Två bananer räcker | Två bananer räcker | Två bananer räcker |

Samma substantivrot kan användas med olika substantivklassprefix för avledda betydelser: människa mtoto (watoto) "barn", abstrakt utoto "barndom", diminutiv kitoto (vitoto) "spädbarn", augmentativ toto (matoto) "stort/stora barn". Även vegetativa mti (miti) "träd", artefakt kiti (viti) "pall(ar)", augmentativ jiti (majiti) "stort träd", kijiti (vijiti) "pinne/pinnar", ujiti (njiti) "högt smalt träd".
Fastän swahilis substantivklassystem kan karakteriseras som grammatiskt genus skiljer det sig från grammatiskt genus i indoeuropeiska språk: I swahili är substantivs klasstillhörigheter fortfarande till stor del semantiskt motiverade, medan de indoeuropeiska språkens system mestadels är godtyckliga. Klasserna kan dock inte förstås som enkla kategorier som "människor" eller "träd". Snarare finns betydelseutbredningar, ord som liknar dessa utbredningar och sedan utbredningar från dessa. Slutresultatet är ett semantiskt nät som verkade vettigt vid tidpunkten, och ofta fortfarande verkar vettigt, men kan vara förvirrande för någon som inte kan språket.

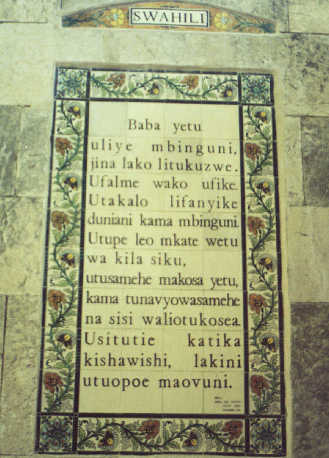
Bönen Fader vår på swahili

## Dialekter
Sedan kolonialtiden, cirka 1870 till 1960, och in i nutid, har kiunguja, Zanzibardialekten av swahili, blivit grundvalen för standardswahili som det används i Östafrika. Swahili inbegriper dock mer än 15 distinkta dialekter, däribland:
- Kiunguja: Talas på ögruppen Zanzibar och är basen för standardswahili. Namnet Kiunguja är härlett ur Unguja, namnet på ögruppens största ö.
- Kimrima: Talas omkring Pangani, Vanga, Dar es-Salaam, Rufiji och Mafiaön.
- Kimgao: Talas omkring Kilwa och söderut.
- Kipemba: Talas omkring Pemba i Tanzania.
- Kimvita: Talas i och omkring Mombasa. Historiskt den viktigaste dialekten tillsammans med Kiunguja.
- Kiamu: Talas på och omkring ön Lamu (Amu).
- Kingwana: Talas i de östra och södra områdena i Kongo-Kinshasa. Ibland kallat Copperbelt Swahili, särskilt den variant som talas i söder.
- Kingozi: Är ett specialfall eftersom det var det språk som talades av befolkningen i den forntida staden Ngozi och kanske är grunden till swahili.
- Shikomor, språken på Komorerna, är nära besläktade med swahili. Dialekterna kingazija (eller shingadzija) som talas på Grande Comore och Mahorian som talas på Mayotte betraktas vanligen som dialekter av swahili.
- Kimwani: Talas på Kerimbaöarna och norra delen av Moçambiques kustland.
- Chimwiini: Talas i Barawa på Somalias sydöstkust.
- Sheng - en sorts gatuslang, är en blandning av swahili, engelska, kikuyu och andra språk som talas i och omkring Nairobi i informella sammanhang. Sheng uppstod i Nairobis slum och anses fashionabelt och kosmopolitiskt bland en växande andel av befolkningen.